# Steinscheißer Karl
Steinscheißer Karl (bairisch Stoascheißer Koarl oder auch Stâscheißer Koarl) ist eine vor allem in Österreich gebräuchliche Redewendung und gleichzeitig der Name eines „Tabuwort“-Spiels. Der Ausdruck ist, zumindest im nordöstlichen Österreich, schon seit langer Zeit bekannt, erfuhr aber erst durch das Spiel vom Stoascheißer Koarl, welches ein Teil von Josef Haders 1994 zum ersten Mal aufgeführten Kabarett-Programm Privat ist, eine österreichweite Verbreitung. In Teilen Deutschlands sprach Josef Hader stattdessen vom Steinscheißer Karli, da es dort nicht überall ohne Weiteres verstanden wird.
Aufgrund der Popularität des Kabarettprogrammes, das mit 5 Jahren Spielzeit und mit 500.000 Zuschauern als das meistgesehene Programm dieser Art in Österreich gilt, sowie der Beliebtheit des Sketches wurde der Name Steinscheißer Karl österreichweit bekannt und bis heute hält sich in vielen Teilen Österreichs die Angewohnheit zu sagen „Na da Stoascheißer Koarl“ wenn das Gegenüber die Frage „Wer?“ stellen sollte, obwohl er/sie wissen sollte, wer gerade gemeint war.

## Das Spiel
Josef Hader behauptet in seinem Kabarettprogramm, der Teufel würde ihn mit diesem Spiel hineinlegen wollen.
Laut Josef Hader funktioniere es so: Man versucht sein Gegenüber dazu zu bringen, die Frage „Wer?“ zu stellen, worauf hin man mit „Steinscheißer Karl“ antwortet. Danach wäre der Andere „g'schoss'n“ bzw. dessen Leben hätte keinen Wert mehr.
Haders Spiel geht auf das faustische Spiel mit dem Teufel Luzi zurück, der traumatisch darunter leidet, einmal „g'schoss'n“ worden zu sein, als Jesus beim letzten Abendmahl ankündigte, dass ihn noch vor dem dritten Hahnenschrei einer der Anwesenden verraten werde. Luzi, der beim letzten Abendmahl als Kellner anwesend war, ließ sich aus Neugierde zur Frage nach dem „Wer“ verleiten, und seitdem sucht er verzweifelt und ruhelos nach einem weiteren Opfer, das ihn erlösen könnte, indem es den gleichen Fehler begeht. Luzi versucht im Sketch also, Hader zu „schießen“, der ihm aber zwei Stunden lang nicht auf den Leim geht.
Das oben beschriebene Spiel spielt man auch gern im Freundeskreis. Man muss den Gegner dazu bringen, „Wer?“ zu fragen, und darauf „Steinscheißer Karl“ antworten, um zu gewinnen. Ähnliche Tabuwort-Spiele gibt es allerdings auch in anderen Kulturen, z. B. in Ungarn das Spiel fekete-fehér-igen-nem, in dem man in einem Frage-Antwortspiel den Gegner provoziert, die verbotenen Wörter schwarz, weiß, ja und nein auszusprechen. Diese Variante wird z. B. auch von Asterix mit den Gladiatoren in Asterix als Gladiator gespielt. In den 70er und 80er Jahren wurde eine andere Version, nur mit den Tabuwörtern ja und nein, auf der Hansawelle von Radio Bremen mit anrufenden Hörern gespielt.